# Wałowice (gromada)
Wałowice – dawna gromada, czyli najmniejsza jednostka podziału terytorialnego Polskiej Rzeczypospolitej Ludowej w latach 1954–1972.
Gromady, z gromadzkimi radami narodowymi (GRN) jako organami władzy najniższego stopnia na wsi, funkcjonowały od reformy reorganizującej administrację wiejską przeprowadzonej jesienią 1954 do momentu ich zniesienia z dniem 1 stycznia 1973, tym samym wypierając organizację gminną w latach 1954–1972.
Gromadę Wałowice z siedzibą GRN w Wałowicach utworzono – jako jedną z 8759 gromad na obszarze Polski – w powiecie gubińskim w woj. zielonogórskim na mocy uchwały nr V/16/54 WRN w Zielonej Górze z dnia 5 października 1954. W skład jednostki weszły obszary dotychczasowych gromad Wałowice, Żytowań, Budoradz, Drzeńsk Wielki, Drzeńsk Mały, Jaromirowice i Komorów ze zniesionej gminy Wałowice w tymże powiecie. Dla gromady ustalono 13 członków gromadzkiej rady narodowej.
W związku z likwidacją powiatu gubińskiego z dniem 31 grudnia 1961 gromada weszła w skład powiatu krośnieńskiego w tymże województwie.
1 lipca 1968 do gromady Wałowice włączono obszar zniesionej gromady Chlebowo w tymże powiecie.
Gromada przetrwała do końca 1972 roku, czyli do kolejnej reformy gminnej. 1 stycznia 1973 w powiecie krośnieńskim utworzono gminę Wałowice (zniesiono ją ponownie 15 stycznia 1976).